# Макдональд, Хит
Хит Макдональд (англ. Heath MacDonald; род. XX век) — канадский политик, член Либеральной партии, министр сельского хозяйства и продовольствия (с 2025).

## Биография
В 2015 году победил на выборах в Законодательное собрание Острова Принца Эдуарда от округа Корнуолл-Мидоубэнк, в 2021 году ушёл в отставку. В либеральном правительстве провинции под председательством Уэйда Маклахлена занимал должность министра туризма и экономического развития, затем стал министром финансов.
Федеральные парламентские выборы 2021 года принесли Макдональду, представлявшему Либеральную партию, успех в округе Мальпек, 28 апреля 2025 года он подтвердил свой мандат на досрочных выборах.
13 мая 2025 года премьер-министр Марк Карни произвёл по итогам выборов масштабные перестановки в Кабинете, назначив Хита Макдональда на пост министра сельского хозяйства и продовольствия.